# Sky Tower (Wrocław)
 Der er flere lokaliteter med dette navn, se Sky Tower.
Sky Tower er en 212 m høj skyskraber med 51 etager, beliggende i Wrocław, Polen. Forberedelsen af byggeriet startede i december 2007 med nedrivningen af det 24-etager høje Poltegor Center, der indtil da havde været byens højeste bygning.
Sky Tower var den højeste etageejendom i Polen, indtil Varso Tower (der er under opførelse) overhalede den i højden i 2020. På 49. etage af Sky Tower har offentligheden adgang til udsigt over Wrocław.

## Første byggeplaner
Skyskraberen er opført på en 27.362 kvadratmeter stor grund, beliggende i den sydlige del af Wrocław Centrum, ca. 2,5 km fra Wrocław Markedsplads. Arkitekternes oprindelige plan var at gøre Sky Tower til en kontor- og beboelsesejendom og til et forretningskompleks bestående af syv bygninger i varierende højde med et samlet areal på 260.000 m². Én af skyskraberne skulle have været 258 m høj (inklusiv antenne), den højeste beboelsesejendom i Polen dengang, og hele bygningskomplekset skulle have omfattet et parkeringsareal med plads til 2.000 biler. Hele dette projekt var planlagt til at være færdigt i anden halvdel af 2010.

## Den økonomiske krise
Som mange andre byggeprojekter verden over, blev også det oprindelige Sky Tower-projekt ramt af Den store recession i 2008, og man udskød byggeriet et helt år. I november 2009 erklærede Leszek Czarnecki, én af de rigeste finansmænd i Polen og aktionær i Getin Holding SA, at det kæmpemæssige byggeprojekt ville blive lavet om til et stort projekt med et mindre samlet areal og en skyskraberhøjde på 212 meter. Byggeriet blev genoptaget og færdiggjort i slutningen af 2012. Den 24. maj samme år åbnede et stort butikscenter i Sky Tower-bygningen.